# 18773 Бредегофт
18773 Бредегофт (18773 Bredehoft) — астероїд головного поясу, відкритий 10 травня 1999 року.
Тіссеранів параметр щодо Юпітера — 3,621.